# Sigebert Haverkamp

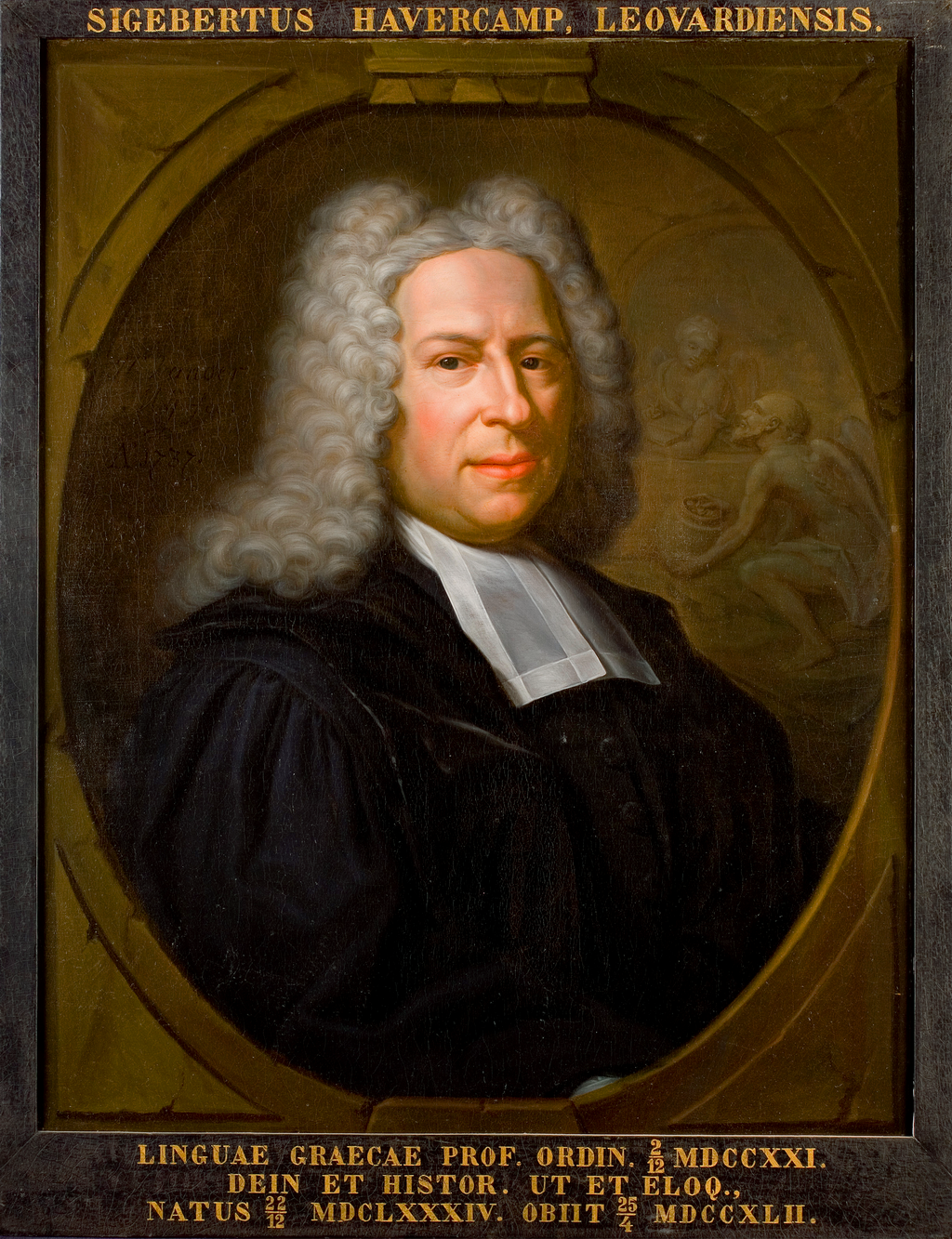
Sigebert Haverkamp

Sigebert Haverkamp (auch Siwart Haverkamp oder Sivert Haverkamp; Schreibweise des Nachnamens auch Havercamp; * 14. Dezember 1684 in Leeuwarden; † 25. April 1742 in Leiden) war ein niederländischer klassischer Philologe und Numismatiker.

## Leben
Sigebert Haverkamp war ein Sohn von Evert (oder Everhardus) Haverkamp. Er widmete sich in Leiden anfangs den theologischen, dann unter Jakob Gronovius’ Leitung ausschließlich den philologischen Studien und trat frühzeitig als Schriftsteller auf. Sein erstes Werk war die in Verbindung mit Abraham Preiger besorgte Ausgabe von L. Annaei Senecae et P. Syri Mimi, forsan aliorum, singulares sententiae... (Leiden 1708), worin er einen Kommentar von Jan Gruter bekannt machte, und Joseph Justus Scaligers griechische Übersetzung vermehrt gab. Eine kurze Reise nach Italien weckte in ihm das Interesse zu den Altertümern und zur Numismatik. 1710 nahm er für mehrere Jahre die Stelle eines protestantischen Predigers im Dorf Stad aan 't Haringvliet auf der niederländischen Insel Goeree-Overflakkee an. Am 1. Juli 1720 wurde er Dozent und am 2. Dezember 1721 Professor der griechischen Sprache an der Universität Leiden. Dabei hielt er die Antrittsrede, die unter dem Titel Oratio, qua probatur, vigente aemulatione et gloriae studio virtutem Graecorum … veröffentlicht wurde. Ferner erhielt er am 18. Dezember 1724 die Professur für Beredsamkeit und Geschichte übertragen. 1741 wurde er Kurator der Lateinschule in Leiden. Unter anderem war er auch Mitglied der Akademie der Altertümer von Cortona. Aus seiner Ehe mit Agneta Root ging sein Sohn Everhard Siwartz Haverkamp (1711–1791) hervor. Er starb am 25. April 1742 im Alter von 57 Jahren in Leiden.

## Werke
Haverkamp edierte und erklärte zahlreiche Werke antiker Autoren. So gab er 1718 den Apologeticum des frühchristlichen Kirchenschriftstellers Tertullian mit einem Kommentar heraus. Zu seinen Freunden zählte er Johann Lorenz von Mosheim, den er zur Abfassung der Abhandlung De aetate Apologetici Tertulliani bewog. Diese erschien, Haverkamp gewidmet, 1720 in Leiden, und in zweiter Auflage 1724 in Helmstedt. Auf Gronovius’ Anregung und mit der Unterstützung von J. Arntzen besorgte er eine Edition des Lukrez (2 Bände, Leiden 1725), welche die älteren Kommentare, Anmerkungen von Isaak Voß und Preiger, und die Varianten von vier Handschriften enthält. Nur 820 Exemplare wurden auf Subskription gedruckt. Eine von Haverkamp veranstaltete Kollektivausgabe der historischen Werke des Flavius Josephus in schönem Druck, aber nur durch einige neue Vergleichungen bereichert und ohne zureichende Kritik, erschien 1726 in Amsterdam. Gleiche Gestalt und gleichen Wert haben die Ausgaben des Eutropius (Leiden 1729) und des Sallust (2 Bände, Amsterdam 1742), in der wenigstens die Vergleichung von elf Handschriften schätzbar ist. Ferner edierte Haverkamp die Historiae adversus paganos und den Liber apologeticus des Orosius (Leiden 1738) sowie De die natali des Censorinus (Leiden 1743).
Die philologischen Schriften Haverkamps sind meistens nur Zusammenstellung früher erschienener Kommentare und der Beiträge anderer Gelehrter, oder des kritischen und literarischen Apparats; dem eigenen Urteil war dabei wenig Raum gegönnt. Eifrig war Haverkamp auch als sammelnder Schriftsteller tätig. Zuerst beschäftigte er sich mit der Teilnahme an Pieter van der Aas Herausgabe von Johann Georg Graevius’ Thesaurus antiquitatum et historiarum Italiae et Siciliae, wobei er ab dem sechsten Band zahlreiche archäologische italienische Schriften von Lorenzo Pignoria, Filippo Antonini, Giuseppe Malatesta Garuffi, P. Augelotti und anderen ins Lateinische übersetzte. Auch nahm Haverkamp Anteil an R. Bruce’s Ausgabe der Poetae latini. Rei venaticae scriptores et bucolici antiqui (Leiden 1728). Zur Geschichte der Altertumskunde schrieb er die Handbücher Introductio in historiarum patriam a primis Hollandiae… (Leiden 1739) und Introductio in antiquitates romanas (Leiden 1740). Außerdem verfasste er eine Algemeene Historie der zaken in Asie, Afrike en Europe, ... sedert het ophouden der Fabel-Eeuwe, tot op Karel den Grooten en tot de Middel-Eeuwe ... (3 Teile, Den Haag 1736–39).
Auf dem Gebiet der Numismatik besaß Haverkamp ausgedehnte Kenntnisse. Hierher gehört u. a.:
- Dissertationes de Alexandri Magni numismate, quo quatuor summa orbis terrarum imperia continentur, et de nummis contorniatis (Leiden 1722)
- Ausgabe von Filippo Parutas Sicilia numismatica mit einem Kommentar (3 Bände, Leiden 1723)
- Thesaurus Morellianus, sive familiarum romanarum numismata omnia … (2 Bände, Amsterdam 1734). Haverkamp gab hierbei einen Katalog von Münzen römischer Familien usw. heraus, die André Morel nach der Methode von Fulvio Orsini und Charles Patin gesammelt und gezeichnet hatte. Diesem Katalog leitete Haverkamp mit einem gelehrten Vorwort ein und fügte der Beschreibung jeder Medaille einen Kommentar bei. Petrus Wesseling setzte dieses Werk nach Haverkamps Vorarbeiten mit der Veröffentlichung von Münzen der zwölf Cäsaren fort (3 Bände, Amsterdam 1752).
- Les médailles du duc de Croy (Amsterdam 1738)
- Museum Wildianum (Amsterdam 1740)
- Museum Uilenbroekianum (1741). In diesem Werk sind zwei Münzkataloge enthalten.
- Nummophylacium reginae Christinae, quod comprehendit numismata aerea imperatorum romanorum, latina, graeca atque in coloniis cusa, quondam a Petro Sanctes Bartolo … (Den Haag 1742). Es handelt sich um einen von Haverkamp auf Bitten des Buchhändlers de Hondt verfassten lateinischen Kommentar zum Katalog des Bronzemünzenkabinetts der schwedischen Königin Christina, der von Pietro Santi Bartoli gestochen wurde. Damit das Werk schneller abgesetzt werden konnte, ließ de Hondt Haverkamps Kommentar ins Französische übersetzen, doch ist diese Übertragung nur mangelhaft ausgeführt.

Ferner gab Haverkamp die Sylloge scriptorum, qui de linguae græcae vera et recta pronunciatione commentarios reliquerunt (2 Bände, Leiden, 1736–40) heraus. Der erste Band enthält Traktate von Adolf van Meetkercke, Théodore de Bèze, Jakob Ceratinus und Henri Estienne über die richtige Aussprache des Griechischen. Im zweiten Band finden sich Erasmus von Rotterdams Abhandlung über die Aussprache des Griechischen und Lateinischen, acht Briefe von John Cheke und Stephan, Bischof von Winchester, sowie Traktate von Gregory Martin und Erasmus Schmidt über denselben Gegenstand. Haverkamp verfasste zu den in der Sylloge enthaltenen Schriften eigene interessante Abhandlungen.